# Sturnella bellicosa bellicosa
La loica peruana del norte o turpial belicoso del norte (Sturnella bellicosa bellicosa), es una subespecie de la loica peruana (Sturnella bellicosa), paseriforme de la familia Icteridae que vive en el noroeste de América del Sur.

## Distribución
Se distribuye en la costa del Pacífico desde Ecuador hasta el norte del Perú.

## Descripción
Los machos son de color negro amarronado con la garganta y el pecho de color rojo brillante. Las hembras son de color más apagado y más rayadas que los machos. Su longitud es de unos 20 cm.

## Hábitat y costumbres
Su hábitat natural son matorrales secos subtropicales o tropicales, vegetación de pantanos intermareales, herbazales desérticos, oasis, y matorrales húmedos, desde el nivel del mar hasta alrededor de 1000 m s. n. m.

## Hábitos
Su manera de volar se caracteriza por un meneo similar al de los pájaros carpinteros. Se alimentan principalmente de insectos, y algunas semillas. 
Nidifica en el suelo generalmente bajo un arbusto o una mata de hierba. Crea un nido en forma de cúpula con fibras vegetales tejidas. La postura es de 3 a 5 huevos. El tordo renegrido (Molothrus bonariensis) suele reproductivamente parasitarlo.